# Malacocoris chlorizans
Malacocoris chlorizans är en insektsart som först beskrevs av Georg Wolfgang Franz Panzer 1794.  Malacocoris chlorizans ingår i släktet Malacocoris och familjen ängsskinnbaggar. Arten är reproducerande i Sverige. Inga underarter finns listade i Catalogue of Life.